# Harry Potter et l'Ordre du Phénix (film)
Pour le livre, voir Harry Potter et l'Ordre du Phénix.
Série Harry Potter
La Coupe de feu
(2005) Le Prince de sang-mêlé
(2009)
Pour plus de détails, voir Fiche technique et Distribution.
Harry Potter et l'Ordre du Phénix (Harry Potter and the Order of the Phoenix) est un film britanno-américain réalisé par David Yates, sorti en 2007.
Il est adapté du roman éponyme de J. K. Rowling et constitue le cinquième volet de la série de films Harry Potter. Il est précédé par Harry Potter et la Coupe de feu (2005) et suivi par Harry Potter et le Prince de sang-mêlé (2009).
Le film débute alors qu'Harry Potter entame sa cinquième année d'études à Poudlard. Il découvre que la majorité des sorciers ne semble pas croire au retour de Voldemort survenu à la fin de l'année précédente, convaincue par une campagne de désinformation dirigée par Cornelius Fudge, le ministre de la Magie. Celui-ci impose Dolores Ombrage comme nouveau professeur de défense contre les forces du Mal à l'école afin de maintenir l'ordre et de surveiller les agissements d'Albus Dumbledore. Ombrage est chargée de dispenser uniquement des cours théoriques aux élèves et semble s'en prendre particulièrement à Harry, qui reste ferme sur ses convictions. Certains élèves de l'école, menés par Harry, Ron et Hermione, forment un club de défense secret, l'Armée de Dumbledore, pour s'entraîner au combat et faire écho à l'ordre du Phénix, face au ministère de la Magie corrompu et aux mangemorts.

## Synopsis

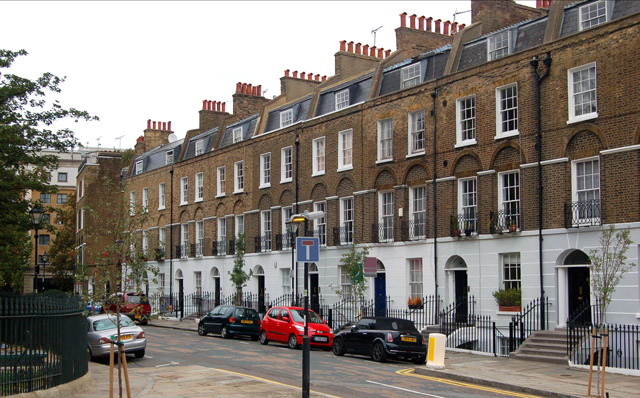
Claremont square dans le quartier londonien d'Islington, servant de décor pour la façade du square Grimmaurd.

Harry Potter et son cousin Dudley sont attaqués par deux détraqueurs venus de la prison d'Azkaban. Harry les repousse en créant un Patronus. Un peu plus tard, une lettre du ministère de la Magie, adressée à Harry, lui annonce qu'il a été renvoyé de Poudlard pour avoir enfreint la règle de ne pas se servir de la magie en présence d'un Moldu. La nuit, Harry est récupéré par un groupe de sorciers comprenant Alastor Maugrey, Nymphadora Tonks et Kingsley Shacklebolt. Ils se rendent à Londres, au 12, square Grimmaurd, dans la maison du parrain de Harry, Sirius Black. Harry y retrouve son parrain, mais aussi Ron, Hermione, Remus Lupin et les Weasley. Il découvre aussi l'existence de l'ordre du Phénix, une organisation secrète fondée par Albus Dumbledore depuis des années pour lutter contre Voldemort. Pendant ce temps, le ministère de la Magie manipule l'opinion publique par le biais de la Gazette du Sorcier, en discréditant Dumbledore et Harry. Ainsi, une importante partie de la communauté des sorciers nie le retour de Voldemort. Harry est défendu par Dumbledore durant le procès tenu par le ministre Cornelius Fudge, et ce dernier n'a d'autres choix que d'acquitter Harry des charges qui pèsent contre lui.

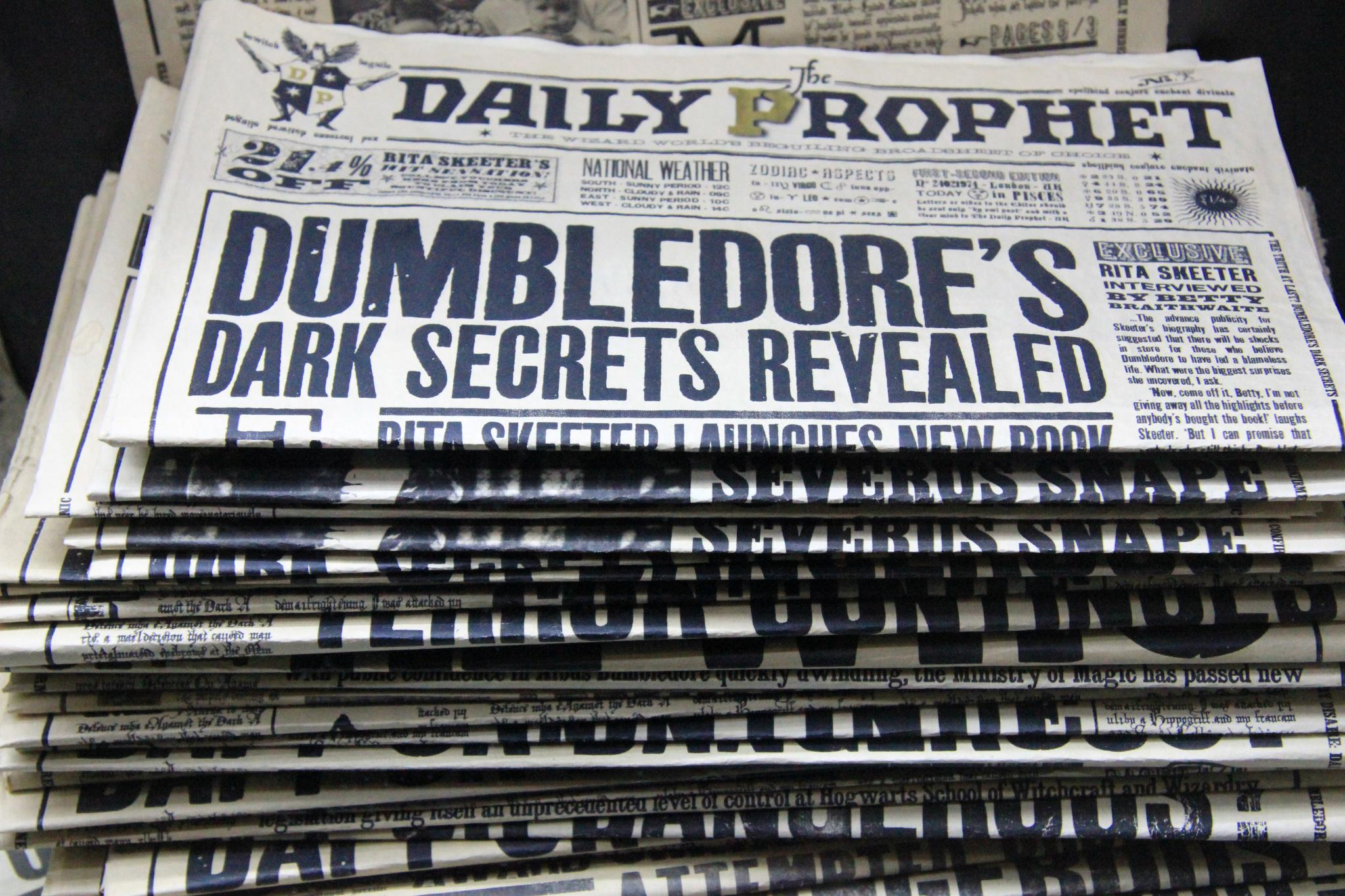
La Gazette du sorcier, outil de propagande du ministère de la Magie.

À leur arrivée à Poudlard, Harry, Ron et Hermione rencontrent l'excentrique Luna Lovegood, et Harry échange quelques regards avec Cho Chang, dont il est amoureux. Au banquet de la rentrée, Harry a la désagréable surprise de découvrir que le ministre de la Magie Fudge a nommé Dolores Ombrage, qui figurait à son audience au ministère, nouveau professeur de défense contre les forces du Mal, également chargée de surveiller le directeur et ses étudiants. Pour ne rien arranger, Harry découvre que beaucoup d'élèves le considèrent dorénavant comme menteur ou fou. Seuls Ron, Hermione et une poignée d'autres le soutiennent ouvertement, comme Neville Londubat, les Weasley et Luna Lovegood. Dolores Ombrage présente sa nouvelle pédagogie, fondée sur des cours uniquement théoriques. Elle refuse de croire que Voldemort est de retour et punit Harry lorsqu'il en parle, notamment en employant des méthodes sévères et douloureuses. Luna, qui sent que Harry se renferme sur lui-même, lui suggère de ne pas s'isoler de ses amis, afin de ne pas apporter à Voldemort ce qu'il recherche. Plus tard, les élèves assistent à un échange tendu entre McGonagall et Ombrage, la première se plaignant des méthodes de punition de la seconde, mais celle-ci fait savoir qu'elle compte prendre les choses en main avec l'accord du ministre. Ainsi, Ombrage est nommée Grande Inquisitrice au sein de l'école et met en place de nombreuses règles selon ses principes. Elle renvoie le professeur de divination, Sibylle Trelawney, mais McGonagall et Dumbledore interviennent pour éviter que cette dernière soit expulsée du château.
Sirius Black entre en contact avec Harry, Ron et Hermione. Il leur apprend que la présence d'Ombrage est due à la paranoïa de Fudge, qui pense que Dumbledore monte sa propre armée pour renverser le Ministère. À la demande de ses amis Ron et Hermione, Harry réunit secrètement un groupe d'étudiants, baptisé « Armée de Dumbledore », pour aider les élèves à se défendre contre les forces du Mal en leur donnant un entraînement pratique dans la salle sur demande. Ombrage crée une brigade inquisitoriale composée de volontaires comme Drago Malefoy, et de Rusard, le concierge, pour faire régner l'ordre et découvrir les manigances des élèves qu'elle considère suspects. À la fin d'une séance d'entrainement, Cho Chang félicite Harry d'avoir créé ce groupe clandestin, en regrettant que Cedric Diggory n'ait pas eu le temps de bénéficier de ces cours de défense. Harry tente de trouver les mots pour la réconforter, puis ils s'embrassent sous une branche de gui.
Peu avant Noël, Harry est hanté par des cauchemars : il voit Arthur Weasley attaqué par le serpent de Voldemort, Nagini, et apprend que ce rêve reflète la réalité. Les enfants Weasley sont envoyés au chevet de leur père. Afin d'éviter que Voldemort ne manipule l'esprit de Harry, et pour faire cesser ses cauchemars et visions, Dumbledore charge Severus Rogue de lui enseigner des leçons d’occlumancie. Harry, Hermione et les Weasley passent Noël ensemble avec Sirius Black au square Grimmaurd. Sirius en profite pour évoquer avec Harry ses liens familiaux complexes et le rassurer sur sa vraie nature.
De retour à Poudlard, Harry, Ron et Hermione rendent visite à Hagrid alors qu'il rentre tout juste d'une mission secrète pour l'Ordre. La menace d'une guerre se rapproche et une grande évasion a lieu à la prison d'Azkaban. Le Ministère accuse Sirius Black, cousin de Bellatrix Lestrange qui fait partie des évadés, d'être responsable de leur évasion. Mais une partie du monde des sorciers ne croit plus aux fausses informations. Alors que les cours clandestins ont repris, la brigade d'Ombrage débusque l'Armée de Dumbledore, trahie par Cho Chang qui a été interrogée sous veritaserum. Confronté par Ombrage et le Ministre, Dumbledore, qui endosse la responsabilité du groupe, est alors démis de ses fonctions et doit être emmené à Azkaban. Mais il s'enfuit à l'aide de son phénix, Fumseck. Fudge nomme Ombrage directrice de l'école.

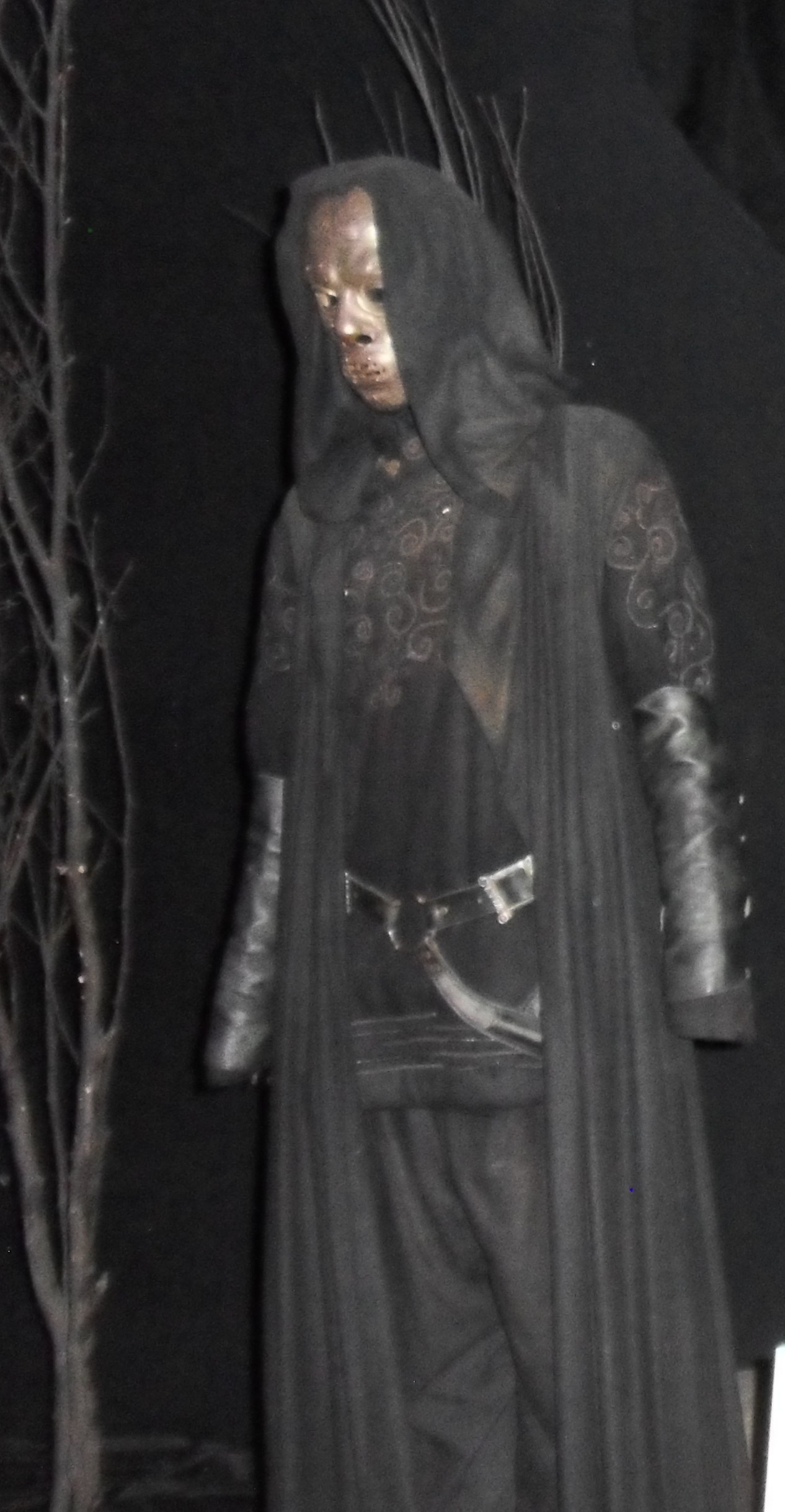
Costume de mangemort.

Depuis le départ de Dumbledore, Hagrid demande de l'aide au trio pour prendre soin de son demi-frère Graup. En parallèle, Rogue continue ses cours particuliers avec Harry. Mais la situation dégénère entre eux et le cours prend fin. Lors des examens de fin d'année, Fred et George sèment le désordre avec leurs feux d'artifice magiques, et s'en prennent à Ombrage avant de s'enfuir. Mais à ce moment-là, Harry a une vision de Sirius torturé par Voldemort, qui souhaite obtenir une prophétie. Grâce à une diversion, Harry, Ron et Hermione s'introduisent dans le bureau d'Ombrage pour se servir de la cheminée non surveillée afin de partir à la recherche de Sirius. Cependant, la directrice les surprend et compte torturer Harry. Pour gagner du temps, Hermione lui révèle alors l'existence d'une arme secrète détenue par Dumbledore dans la Forêt Interdite. Ombrage part dans la Forêt interdite avec Hermione et Harry, mais comprend qu'elle a été dupée avant d'être capturée par un groupe de centaures. Harry décide alors d'aller, avec Ron, Hermione, Neville, Luna et Ginny, au ministère de la Magie, afin de secourir Sirius. Sur place, la vision s'avère fausse, créée par Voldemort pour attirer Harry dans le département des mystères du ministère. Harry découvre sa prophétie qui lui dit que « aucun des deux ne peut vivre tant que l'autre survit ». À ce moment-là, les amis sont pourchassés par des mangemorts, désireux de récupérer la prophétie pour le compte du Seigneur des Ténèbres. Ils se font capturer et Harry est contraint de donner la sphère contenant la prophétie à Lucius Malefoy. Des membres de l'ordre du Phénix arrivent à la rescousse, et la sphère se brise. Harry se bat aux côtés de son parrain. Mais au cours de la bataille, Sirius est abattu par sa cousine Bellatrix Lestrange. Harry poursuit celle-ci et lui inflige en retour le sortilège de torture. Elle parvient cependant à s'échapper à la suite de l'arrivée de Voldemort et de Dumbledore (averti de la présence de Harry au ministère). Un combat s'engage entre le Seigneur des Ténèbres et le directeur de Poudlard. Au terme d'une violente confrontation, Voldemort prend possession du corps de Harry. Dumbledore conseille à ce dernier de penser à ce qui le différencie de Voldemort. Harry réussit à retourner la situation à son avantage en mettant en évidence la faiblesse de Voldemort, du fait qu'il ne connaîtra jamais l’amour ou l’amitié. Puis Voldemort est mis en déroute à l'arrivée du ministre Cornelius Fudge. Ce dernier a le temps d'apercevoir Voldemort avant qu'il ne disparaisse. Le ministre est contraint d'admettre publiquement le retour de Voldemort.
Innocenté avec Harry, Dumbledore réintègre ses fonctions à Poudlard à la place de Dolores Ombrage, qui est suspendue. Avant de monter dans le Poudlard Express, Harry fait part à ses amis qu'ils ont une force que n'a pas Voldemort et qui vaut toutes les batailles.

## Fiche technique
Sauf indication contraire, les informations mentionnées dans cette section peuvent être confirmées par la base de données cinématographiques IMDb,  présente dans la section « Liens externes ».
- Titre : Harry Potter et l'Ordre du Phénix
- Titre original : Harry Potter and the Order of the Phoenix
- Réalisation : David Yates
- Scénario : Michael Goldenberg, adapté du roman Harry Potter et l'Ordre du Phénix de J. K. Rowling
- Musique : Nicholas Hooper
- Décors : Stuart Craig
- Costumes : Jany Temime
- Photographie : Sławomir Idziak
- Montage : Mark Day, Wily Tyïght
- Production : David Heyman, David Barron; Lionel Wigram (exécutif)
- Sociétés de production : Warner Bros. Pictures, Heyday Films, Cool Music et Harry Potter Publishing Rights
- Société de distribution : Warner Bros. Pictures
- Budget : 150 000 000 $[2]
- Pays de production :  Royaume-Uni,  États-Unis
- Langue originale : anglais
- Genre : fantasy
- Durée : 138 minutes[3]
- Date de tournage : 9 juillet 2006 au 22 janvier 2007
- Dates de sortie :
  - Royaume-Uni (première londonienne) : 3 juillet 2007
  - Belgique, Canada, États-Unis, France : 11 juillet 2007
- Classification :
  - Belgique : déconseillé aux moins de 12 ans[4]
  - France : tous publics[5] (déconseillé aux moins de 10 ans à la télévision[6]).

## Distribution

### Principaux
- Daniel Radcliffe (VF : Kelyan Blanc ; VQ : Émile Mailhiot) : Harry Potter
- Rupert Grint (VF : Olivier Martret ; VQ : Xavier Dolan) : Ron Weasley
- Emma Watson (VF : Manon Azem ; VQ : Stéfanie Dolan) : Hermione Granger

### Élèves de Poudlard
- Bonnie Wright (VF : Camille Donda ; VQ : Adèle Trottier-Rivard) : Ginny Weasley
- Evanna Lynch (VF : Émilie Rault ; VQ : Catherine Brunet) : Luna Lovegood
- Katie Leung (VF : Sasha Supera ; VQ : Geneviève Déry) : Cho Chang
- Matthew Lewis (VF : Romain Larue ; VQ : Roxan Bourdelais) : Neville Londubat
- James Phelps (VF : Guillaume Legier ; VQ : Renaud Paradis) : Fred Weasley
- Oliver Phelps (VF : Guillaume Legier ; VQ : Renaud Paradis) : George Weasley
- Devon Murray (VF : Thomas Sagols ; VQ : Vincent Ducharme) : Seamus Finnigan
- Alfred Enoch (VF : Yamine Gougmar ; VQ : Martin Watier) : Dean Thomas
- Tom Felton (VF : Dov Milsztajn ; VQ : Sébastien Reding) : Drago Malefoy

### Personnel de Poudlard
- Michael Gambon (VF : Marc Cassot ; VQ : Hubert Fielden) : Albus Dumbledore
- Imelda Staunton (VF : Solange Boulanger et VQ : Lisette Dufour) : Dolores Ombrage
- Maggie Smith (VF : Claude Chantal et VQ : Claudine Chatel) : Minerva McGonagall
- Alan Rickman (VF : Claude Giraud et VQ : Daniel Picard) : Severus Rogue
- Robbie Coltrane (VF : Patrick Messe et VQ : Guy Nadon) : Rubeus Hagrid
- David Bradley (VF : Jean Lescot et VQ : Raymond Bouchard) : Argus Rusard
- Warwick Davis (VF : Éric Missoffe et VQ : Pierre Auger) : Filius Flitwick
- Emma Thompson (VF : Frédérique Tirmont et VQ : Patricia Tulasne) : Sibylle Trelawney

### Ordre du phénix
- Gary Oldman (VF: Gabriel Le Doze et VQ : Manuel Tadros) : Sirius Black
- Mark Williams (VF : Philippe Bellay et VQ : Benoit Rousseau) : Arthur Weasley
- Julie Walters (VF : Catherine Lafond et VQ : Johanne Léveillé) : Molly Weasley
- David Thewlis (VF : Guillaume Lebon et VQ : Alain Fournier) : Remus Lupin
- Natalia Tena (VF : Audrey Lamy et VQ : Kim Jalabert) : Nymphadora Tonks
- George Harris (VF : Tola Koukoui et VQ : Jean-Marie Moncelet) : Kingsley Shacklebolt
- Brendan Gleeson (VF : Patrick Béthune et VQ : Sylvain Hétu) : Alastor « Fol Œil » Maugrey

### Mangemorts
- Ralph Fiennes (VF : Patrick Laplace et VQ : Jean-Luc Montminy) : Voldemort
- Jason Isaacs (VF : Jérôme Keen et VQ : Jacques Lavallée) : Lucius Malefoy
- Helena Bonham Carter (VF : Marie Zidi et VQ : Pascale Montreuil) : Bellatrix Lestrange

### Communauté magique
- Robert Hardy (VF : Yves Barsacq et VQ : Claude Préfontaine) : Cornelius Fudge

### Moldus
- Richard Griffiths (VF : Michel Tugot-Doris et VQ : Hubert Gagnon) : Vernon Dursley, l'oncle de Harry Potter
- Fiona Shaw (VF : Danièle Hazan et VQ : Élise Bertrand) : Pétunia Dursley, la femme de Vernon Dursley
- Harry Melling (VF : Julien Bouanich et VQ : Hugolin Chevrette) : Dudley Dursley

- Version française
  - Studio de doublage : Cinéphase
  - Direction artistique : Jenny Gérard
  - Adaptation des dialogues : Juliette Vigouroux et Alain Cassard

Sources et légende : version française (VF) sur AlloDoublage et version québécoise (VQ) sur Doublage Québec

## Production

### Genèse et développement

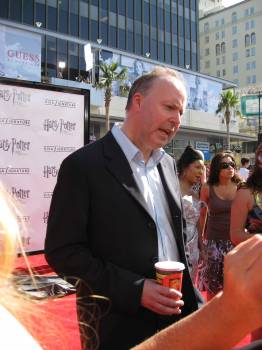
Le réalisateur David Yates.

Après les refus de Mike Newell (réalisateur du film précédent), Jean-Pierre Jeunet, Guillermo del Toro, Matthew Vaughn et Mira Nair,, le réalisateur de télévision David Yates, alors méconnu du grand public, est engagé pour ce cinquième film. Selon le producteur David Heyman, « David Yates a une façon profondément humaine de faire des films, et il possède une énergie extraordinaire. Il n'hésite pas non plus à traiter les sujets politiques de manière divertissante ». Yates se montre surpris lui-même d'avoir été choisi, surtout à la suite des précédents réalisateurs, mais accepte le défi avec beaucoup d'enthousiasme.
Yates est considéré beaucoup plus calme, plus posé et plus introverti que son prédécesseur Mike Newell, et son arrivée sur le tournage nécessite de nouveaux réajustements de la part des acteurs et de l'équipe technique. Le réalisateur se montre disponible et son tempérament ainsi que sa patience permettent à l'équipe de lui parler facilement. Selon Daniel Radcliffe, Yates cherche toujours à obtenir plus de détails et de nuances dans le jeu des acteurs, ce qui les poussent à s’impliquer encore davantage personnellement.

« Je crois que c'est grâce à lui, sur le cinquième film, que j'ai vécu ma meilleure expérience cinématographique. »

— Daniel Radcliffe
Pour ce cinquième film, la production accueille aussi un nouveau scénariste pour remplacer Steve Kloves, qui éprouve le besoin de faire une pause après sept ans de travail sur la franchise,. Michael Goldenberg est alors engagé pour mettre en place la trame de fond plus politique de cet opus et sa thématique principale, qui est l'abus de pouvoir. Lorsque Goldenberg rédige le script, le paysage politique évolue rapidement aux États-Unis, où vit le scénariste, et celui-ci s'appuie sur ce contexte et sur son expérience personnelle pour soutenir l'histoire et la rendre plus réaliste. Il cherche par exemple à faire davantage valoir les arguments du ministre de la Magie, qui est dans le déni du retour de Voldemort, et qui a une réaction très humaine en préférant éviter d'affronter une vérité effroyable. Pour Goldenberg, « le but, dans ce film, est de le forcer à accepter la réalité et de l'extirper de son déni ».

### Attribution des rôles
Helen McCrory devait initialement tenir le rôle de Bellatrix Lestrange, mais en raison de sa grossesse, elle est finalement remplacée par Helena Bonham Carter. Elle obtiendra le rôle de Narssica Malfoy dans le film suivant

### Tournage
Dans le but de se préparer au mieux pour le tournage du film, Daniel Radcliffe s'est entretenu avec une psychologue pour se renseigner sur le « syndrome du survivant » afin de comprendre la culpabilité que Harry a pu ressentir à la suite de la mort de Cedric Diggory lors du Tournoi des Trois Sorciers.
Pour la scène des combats entre sorciers au ministère de la Magie, David Yates fait appel aux services de deux chorégraphes ; l'un spécialisé dans les combats d'escrime et l'autre en danse. Ils élaborent ensemble une série de gestes précis uniquement applicable au maniement de la baguette par les adultes, afin de marquer une distinction entre le maniement expert des sorciers aguerris et celui, plus hésitant, des jeunes sorciers.

### Musique
Bandes originales de Harry Potter
Harry Potter et la Coupe de feu
(2005) Harry Potter et le Prince de sang-mêlé
(2009)
Harry Potter and the Order of the Phoenix, composé par Nicholas Hooper, est un album sorti le 11 juillet 2007 en France. Après John Williams et Patrick Doyle, c'est finalement Nicholas Hooper qui composera la musique du cinquième film de la saga de Harry Potter. Compositeur peu connu et qui n'a composé la musique que pour quelques films, il composera la bande originale pour le sixième film.
| Liste des titres | Liste des titres                    | Liste des titres | Liste des titres | Liste des titres | Liste des titres | Liste des titres | Liste des titres | Liste des titres | Liste des titres |
| No               | Titre                               | Durée            |                  |                  |                  |                  |                  |                  |                  |
| ---------------- | ----------------------------------- | ---------------- | ---------------- | ---------------- | ---------------- | ---------------- | ---------------- | ---------------- | ---------------- |
| 1.               | Fireworks                           | 1:49             |                  |                  |                  |                  |                  |                  |                  |
| 2.               | Professor Umbridge                  | 2:35             |                  |                  |                  |                  |                  |                  |                  |
| 3.               | Another Story                       | 2:41             |                  |                  |                  |                  |                  |                  |                  |
| 4.               | Dementors in the Underpass          | 1:45             |                  |                  |                  |                  |                  |                  |                  |
| 5.               | Dumbledore's Army                   | 2:42             |                  |                  |                  |                  |                  |                  |                  |
| 6.               | The Hall of Prophecies              | 4:27             |                  |                  |                  |                  |                  |                  |                  |
| 7.               | Possession                          | 3:20             |                  |                  |                  |                  |                  |                  |                  |
| 8.               | The Room of Requirement             | 6:09             |                  |                  |                  |                  |                  |                  |                  |
| 9.               | The Kiss                            | 1:56             |                  |                  |                  |                  |                  |                  |                  |
| 10.              | A Journey to Hogwarts               | 2:54             |                  |                  |                  |                  |                  |                  |                  |
| 11.              | The Sirius Deception                | 2:36             |                  |                  |                  |                  |                  |                  |                  |
| 12.              | Death of Sirius                     | 3:58             |                  |                  |                  |                  |                  |                  |                  |
| 13.              | Umbridge Spoils a Beautiful Morning | 2:39             |                  |                  |                  |                  |                  |                  |                  |
| 14.              | Darkness Takes Over                 | 2:58             |                  |                  |                  |                  |                  |                  |                  |
| 15.              | The Ministry of Magic               | 2:48             |                  |                  |                  |                  |                  |                  |                  |
| 16.              | The Sacking of Trelawney            | 2:15             |                  |                  |                  |                  |                  |                  |                  |
| 17.              | Flight of the Order of the Phoenix  | 1:34             |                  |                  |                  |                  |                  |                  |                  |
| 18.              | Loved Ones and Leaving              | 3:15             |                  |                  |                  |                  |                  |                  |                  |
| 51:56            |                                     |                  |                  |                  |                  |                  |                  |                  |                  |

## Accueil

### Promotion
Pour la promotion du film, un train Poudlard Express sillonne la France du 19 juin 2007 au 1er juillet 2007. Dans les 7 wagons du train, les visiteurs pouvaient y trouver des décors, costumes et accessoires du film.

### Accueil critique
Le film reçoit des critiques relativement positives de la part de la presse et des spectateurs même s'il est généralement jugé comme très inférieur aux précédents films.
Sur l'agrégateur américain Rotten Tomatoes, le film récolte 78 % d'opinions favorables pour 255 critiques. Sur le site Metacritic, il obtient un « metascore » de 71⁄100 basée sur 37 critiques et une moyenne de 7,1/10 basée sur 711 notes.
Sur le site Allociné, la presse lui donne une moyenne de 3,1⁄5 pour 18 titres de presse et les spectateurs une moyenne de 3,8/5 pour une moyenne de 40 636 notes dont une moyenne de 2 610 critiques.

### Box-office
| Pays ou région | Box-office        | Date d'arrêt du box-office | Nombre de semaines |
| -------------- | ----------------- | -------------------------- | ------------------ |
| Mondial        | 942 044 510 $     | 13 décembre 2007           | 22 semaines        |
| États-Unis     | 292 004 738 $     | 13 décembre 2007           | 22 semaines        |
| France         | 6 224 517 entrées | 11 septembre 2007          | 9 semaines         |

Lors de son exploitation en 2007, L'Ordre du Phénix est le film de la franchise ayant engrangé le plus de bénéfices après Harry Potter à l'école des sorciers.

## Distinctions
Sauf indication contraire, les informations mentionnées dans cette section peuvent être confirmées par la base de données cinématographiques IMDb,  présente dans la section « Liens externes ».

### Récompenses
- People's Choice Awards 2008 : film drama préferé
- Teen Choice Awards 2007 : meilleur film dramatique, d'action ou d'aventure de l'été

## Analyse

### Différences avec le livre
Avec 766 pages pour l’édition britannique, 870 pages pour l’édition américaine et 975 pages pour l’édition française, Harry Potter et l’ordre du Phénix (ou Harry Potter and the Order of the Phoenix dans l’édition d’origine) est le plus long des livres de la saga Harry Potter.
Le scénariste Michael Goldenberg a décrit son travail de découpe du livre écrit par JK Rowling comme étant la recherche de la « meilleure façon équivalente de décrire l’histoire. Mon travail était de rester vrai avec l’esprit du livre, plutôt qu’avec les mots ».
D'après Goldenberg, JK Rowling lui aurait dit, ainsi qu’aux producteurs et à David Yates qu’elle voulait juste voir un grand film, leur donnant ainsi la permission de prendre toutes les libertés qu’ils pensaient nécessaires afin de faire de son livre un film qu’elle pourrait aimer.
En découpant le livre afin de respecter la chronologie du film, Goldenberg expliqua que son travail devenait de plus en plus clair à mesure du temps, quand il s’est rendu compte que le but principal du script était de narrer le voyage émotionnel de Harry. Goldenberg et Yates ont cherché à pouvoir tout mettre dans le film, mais là où c'était impossible, ils ont cherché à faire des hommages au passage coupé, à le mettre quelque part dans le fond ou à faire sentir que cela se passait hors du champ de la caméra.
Une des coupes que Goldenberg a dû faire, et qu’il a « détesté » avoir à faire, était de ne pas mettre de Quidditch, le sport des sorciers, dans le film.
Dans les livres, Ron cherche à entrer dans l’équipe Gryffondor de Quidditch. « Ron faisant face aux défis et commençant à s’imposer, comme l’avait fait Harry, nous avons essayé de mettre cela au maximum dans le film, mais d’une autre manière. [...] Si les détails de l’histoire ne sont pas présents, qu’au moins l’esprit de celle-ci soit présent dans le film ». Ce changement a cependant beaucoup déçu l’acteur Rupert Grint qui était « plutôt intéressé par l’aspect Quidditch [du film] ».
Dans une scène significative du livre, Harry voit un souvenir de son propre père humiliant Severus Rogue durant leurs études, et Rogue insultant sa mère après qu’elle l’a défendu. Dans le film, cela est abrégé en une « idée », d’après les dires de Goldenberg. « C’est un moment iconique quand vous réalisez que vos parents sont des êtres humains normaux et possédant des défauts… Des éléments furent retirés, mais j’ai conservé l’essentiel de cela ici - et c’est ce qui m’a donné ce récit initiatique. » La jeune Lily Potter n’est pas apparue du tout, mais des photos promotionnelles du film montrent Susie Shinner dans le rôle.
La scène à Ste Mangouste, l’hôpital où Harry et ses amis croisent leur camarade de classe Neville Londubat et apprennent que ses parents furent torturés jusqu’à la folie par Bellatrix Lestrange, fut coupée car elle nécessitait la construction d’un nouveau plateau. L'histoire est évoquée dans la Salle sur Demande, après une des leçons de l’Armée de Dumbledore. De même, pour accélérer le dénouement du film, plusieurs événements ayant lieu dans le Ministère et menant à la bataille de Harry contre Voldemort furent supprimées, notamment celui de la salle aux cerveaux. Il en fut de même pour la confrontation entre Molly Weasley et un Épouvantard au Square Grimmaurd, Ron, Hermione et Malfoy devenant préfets, l’apparition de Mondingus Fletcher (membre de l’Ordre du Phénix) et Firenze enseignant la Divination.
Le personnage de l’elfe de maison, Kreattur, fut intégré au script seulement à la demande de JK Rowling, mais a un rôle plus important dans le livre que dans le film. Dans le roman, il est vu en train de sauver quelques-uns des artefacts de la famille Black que l’Ordre du Phénix avait jetés, dont un médaillon qui devient très important dans le septième tome. « C’était assez délicat de montrer cela dans notre histoire, car cela n’est utile que longtemps après », dit Yates. « Nous avons pensé que nous pouvions probablement l’introduire plus tard, et c’est l’approche que nous avons choisi ». Tandis que Kreattur est resté, toutes les scènes impliquant Dobby furent coupées, et ses actions importantes furent attribuées à d’autres personnages.
Rita Skeeter, la journaliste interprétée par Miranda Richardson dans la Coupe de Feu, fut également retirée. Dans le livre, Hermione lui avait fait du chantage afin qu’elle écrive un article supportant Harry, étant donné que le reste du monde des sorciers niait ses assertions. Richardson note que le film ne pourra jamais être un calque exact du livre.

## Autour du film

### Suite
- Harry Potter et le Prince de sang-mêlé, réalisé par David Yates, est sorti au cinéma le 15 juillet 2009.